# Заливной (Ростовская область)
Заливной — хутор в Тацинском районе Ростовской области.
Входит в состав Скосырского сельского поселения.
Население 63 человека.

## География
На хуторе имеется олна улица — Советская.

## Население
| 2010 |
| ---- |
| 38   |